# Hittfeld
Hittfeld – miejscowość w gminie Seevetal w powiecie Harburg w niemieckim kraju związkowym Dolna Saksonia. Należy do gminy Seevetal od 1 lipca 1972 roku. Miejscowość zamieszkuje 5 585 mieszkańców (30 czerwca 2008).

## Zabytki
Godny zobaczenia jest kościół pochodzący z XII wieku pod wezwaniem Św. Maurycego (St. Mauritius-Kirche), zbudowany z kamienia polnego.
Ciekawy jest także wiatrak pochodzący z 1875 roku, w którym teraz odbywają się dyskoteki.